# Denkmal für das Infanterie-Regiment „von Goeben“ Nr. 28

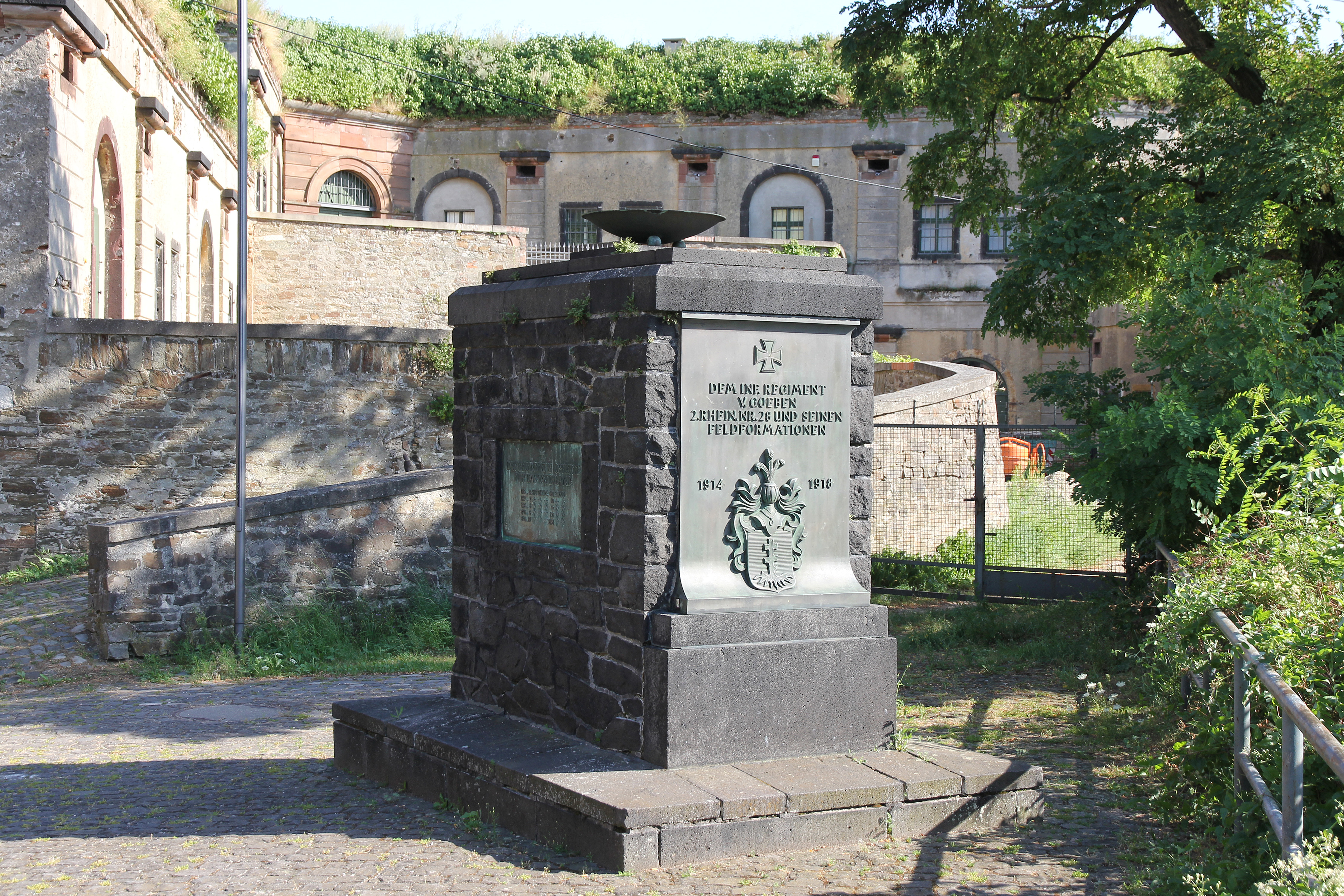
Das Kriegerdenkmal auf dem Helfenstein in Koblenz

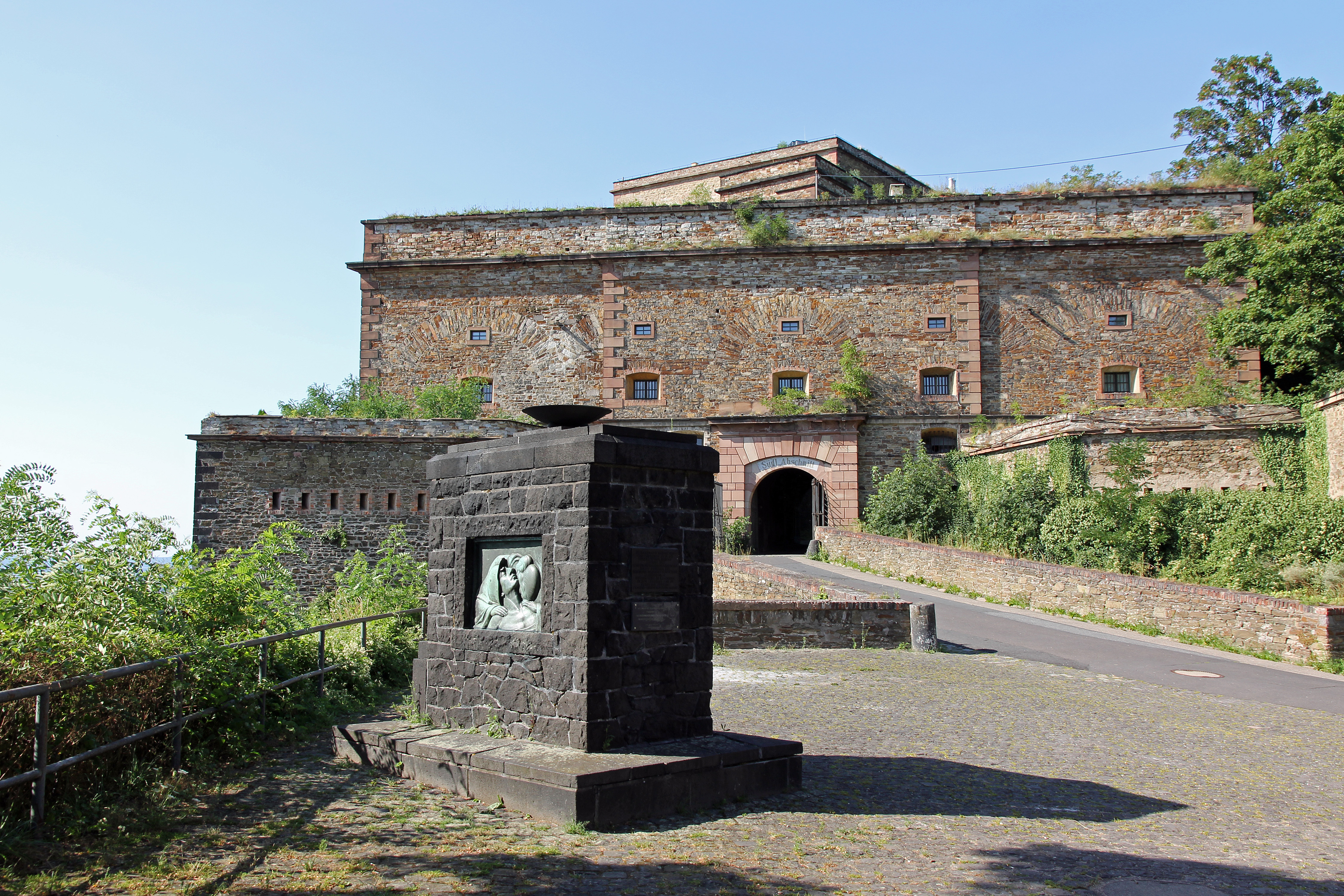
Das Kriegerdenkmal, im Hintergrund der südliche Zugang zur Festung Ehrenbreitstein

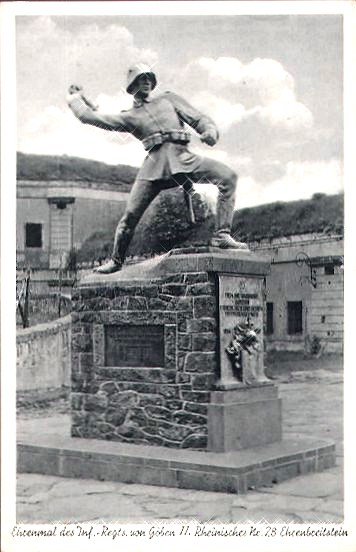
Das Kriegerdenkmal vor der Teilzerstörung

Das Denkmal für das Infanterie-Regiment „von Goeben“ Nr. 28 ist ein Denkmal in Erinnerung an die gefallenen Soldaten des Infanterie-Regiments „von Goeben“ (2. Rheinisches) Nr. 28. Das 1930 (evtl. auch 1935) errichtete Denkmal befindet sich im Hof des der Festung Ehrenbreitstein vorgelagerten Forts Helfenstein in Koblenz. Nach der Teilzerstörung 1945 ist heute nur noch der Sockel des Denkmals als Gedenkstein erhalten geblieben.

## Geschichte
Das Denkmal wurde 1930 (nach anderer Quelle 1935), 50 Jahre nach dem Tod des preußischen Generals August Karl von Goeben, auf dem Helfenstein in Koblenz eingeweiht. Einheiten des Infanterie-Regiments waren seit 1814 in Koblenz, besonders auf der Festung Ehrenbreitstein, stationiert. Nach dem Zweiten Weltkrieg wurde im Sommer 1945 der lebensgroße Infanterist auf dem Sockel im Zuge von Denkmalsbereinigungen demontiert.
Soldaten des in Koblenz stationierten Panzergrenadierbataillons 142 der Bundeswehr restaurierten 1960 den verbliebenen Sockel. Seit 2005 betreut der „Freundeskreis Koblenzer Stadtsoldaten“ das Denkmal.

## Bau
Auf dem Sockel des Kriegerdenkmals befand sich ursprünglich ein lebensgroßer Infanterist, im Begriff eine Handgranate zu werfen. Heute ist nur der schlicht gehaltene Sockel als Gedenkstein erhalten. Anstatt des Infanteristen wurde auf dem Sockel eine Flammenschale angebracht. Die Frontseite prägt eine große Gedenktafel mit Eisernem Kreuz und Wappen. Darauf steht der folgende Text zu lesen:
| DEM INF. REGIMENT V.GOEBEN 2.RHEIN.NR.28 UND SEINEN FELDFORMATIONEN 1914 1918 |

Zwischen den Jahreszahlen 1914 und 1918 ist ein Wappen mit dem Lothringer Kreuz dargestellt.
Auf der rechten dem Rhein zugewandten Seite befindet sich ein Relief des Bildhauers von Hollweg, das einen „Sterbenden Soldaten mit Mutter“ zeigt. An der linken Seite ist eine Gedenktafel mit den folgenden Worten angebracht:
Das Regiment 28 opferte für das Vaterland:
| 1815    | 23 Offiziere  | 680 Mann  |
| 1849    | 2 Offiziere   | 20 Mann   |
| 1866    | 3 Offiziere   | 44 Mann   |
| 1870/71 | 16 Offiziere  | 231 Mann  |
| 1914/18 | 117 Offiziere | 3995 Mann |
Die Rückseite trägt zwei weitere Gedenktafeln. Die obere Tafel lautet:
In kameradschaftlicher Verbundenheit über die Generationen hinweg betreut das Panzergrenadierbataillon 142 dieses Denkmal des Infanterie-Regiments von Goeben (2. Rhein.) Nr. 28, dessen Teile in Kasernen, in der Zitadelle und in Forts der Festung Coblenz-Ehrenbreitstein lagern.
Die untere Tafel trägt folgenden Text:
Aus Anlass des 30 jährigen Bestehens übernimmt der Freundeskreis Koblenzer Stadtsoldaten die Patenschaft für dieses Denkmal.
Diese Tafel trägt zusätzlich das Wappen des Freundeskreises mit den Jahreszahlen 1975–2005.